# هيرانية ماريا
هيرانية ماريا (الاسم العلمي: Herrania mariae)، نوع من النباتات المُزهرة من فصيلة الخبازية. موطنها أمريكا الجنوبية - كولومبيا والإكوادور وبيرو والبرازيل. تستخدم ثمارها محليًا غذاءًا.